# Arensky Glacier
Arensky Glacier är en glaciär i Antarktis. Den ligger i Västantarktis. Argentina, Chile och Storbritannien gör anspråk på området. Arensky Glacier ligger 16 meter över havet.
Terrängen runt Arensky Glacier är kuperad norrut, men söderut är den platt. Arensky Glacier ligger nere i en dal. Trakten är obefolkad. Det finns inga samhällen i närheten.